# Pandora Peaks
Pandora Peaks (Atlanta, 12 aprile 1964) è un'ex attrice pornografica e attrice cinematografica statunitense, attiva anche nel cinema non hardcore.

## Biografia
Nel 2001 è stata la protagonista del documentario diretto da Russ Meyer, Pandora Peaks. Ha posato per oltre 100 riviste per soli uomini, tra cui Playboy, ed ha avuto un ruolo minore in Striptease. Si è ritirata nel 2002.

## Filmografia
- Do or Die di Andy Sidaris (1991)
- On location in Palm Springs (1993)
- Girls around the world 11 (1994)
- Girls around the world 16 (1994)
- Girls around the world 24 (1995)
- Striptease di Andrew Bergman (1996)
- Peek of Pandora (2000)
- Titty Mania 7 (2001)
- Return of the Ultra Vixens (2001)
- Pussy Playhouse 3 (2001)
- Lesbian Big Boob Bangeroo (2001)
- Girls Home Alone 18 (2001)
- Double Air Bags 7 (2001)
- Pandora Peaks di Russ Meyer (2001)